# Дахова (Великопольське воєводство)
Дахова (пол. Dachowa, нім. Dachenau) — село в Польщі, у гміні Курник Познанського повіту Великопольського воєводства.
Населення — 597 осіб (2011).
У 1975-1998 роках село належало до Познанського воєводства.

## Демографія
Демографічна структура станом на 31 березня 2011 року:
|          | Загалом | Допрацездатний вік | Працездатний вік | Постпрацездатний вік |
| -------- | ------- | ------------------ | ---------------- | -------------------- |
| Чоловіки | 316     | 73                 | 217              | 26                   |
| Жінки    | 281     | 54                 | 180              | 47                   |
| Разом    | 597     | 127                | 397              | 73                   |